# Aldershot Town F.C.
Aldershot Town Football Club er en professionel fodboldklub baseret i Aldershot, Hampshire, England. Klubben spiller i National League, den femte bedste engelske fodboldrække. Klubben blev grundlagt i foråret 1992 efter lukningen af gældsprægede Fourth Division-klub Aldershot FC .
Aldershot Town spiller på Recreation Ground i Aldershot. De spillede i Football League Two fra 2008 til 2013, men rykkede ud af Football League efter 2012-13-sæsonen. Aldershot Town kom under administration den 2. maj 2013.

## Historie

### Etablering og Isthmian-årene
I marts 1992 var byen Aldershot uden en fodboldklub, efter at Aldershot FC blev det første fodboldligahold til at lukke under fodboldsæsonen siden Accrington Stanley i 1962. Aldershot Town blev født senere samme år, og påbegyndte livet med at spille i Isthmian League Division Three. På trods af Aldershot Town spillede fem divisioner lavere end fodboldligaen, var tilskuertallet til af deres første ligakampe højere end det gamle holds sidste hjemmekamp.[kilde mangler] Ti sejre i træk fandt sted under ledelse af den tidligere spiller Steve Wignall, og Aldershot vandt mesterskabet med en 18-point-margen.
En yderligere oprykning og en FA Vase kvartfinale placering blev opnået i 1993-94 sæsonen. Da Steve Wignall tog afsted for at overtage Colchester United midt i løbet af 1994-95-sæsonen, overtog den tidligere Nottingham Forest-fløj Steve Wigley. Klubben sluttede sæsonen 1994-95 med en seks sejre i træk, men gik glip af oprykning på grund af målforskel. Efter kun lige at misse oprykning i de to efterfølgende sæsoner forlod Wigley i juli 1997 for at blive ungdomstræner i Nottingham Forest. Han blev erstattet af George Borg. Tilskuertallet fortsatte med at stige i denne periode,[kilde mangler] og den sidste kamp i 1997-98 Isthmian League First Division mesterskabssæsonen, hjemme mod Berkhamsted Town, tiltrak 4.289 personer til Recreation Ground  - en ligarekord.[kilde mangler] Succesen under Borg fortsatte med en sejr i Isthmian League Cup, to Hampshire Senior Cups og en andenplads i Isthmian League Premier Division.
George Borg trådte tilbage som manager i november 2001 efter pres fra tilhængere og blev erstattet af Terry Brown. Han vandt sit første spil med ansvaret for at slå Newport IOW 1-0 i Hampshire Senior Cup Semi-Final Second Leg, hvor The Shots blev spillet for at vinde finalen mod Havant & Waterlooville. I Browns første fulde sæson var han ved at revidere holdet, og i midten af november var The Shots øverst i tabellen, en stilling, som de ikke overgav resten af sæsonen, vinde forfremmelse til fodboldkonferencen . Klubben bevarede også Hampshire Senior Cup med en 2-1 sejr over Bashley .

### Administration og tilbagevenden til Conference
I sommeren 2012 led en stor aktionær et stort slagtilfælde, hvilket svækkede ham og skabte en finansiel usikkerhed, der ville vise sig farlig i det følgende år. I maj 2013 meddelte Aldershot Town, at de havde økonomiske vanskeligheder, hvor spillernes lønninger ikke blev udbetalt. Den administrerende direktør, Andrew Mills, annoncerede sin opsigelse og sagde, at der ikke var tegn på, at hovedaktionæren Kris Machala havde evnen til at finansiere klubben. Direktør Tony Knights indrømmede, at klubben havde "blødt penge". Den 2. maj 2013, kun fem dage efter deres nedrykning fra Football League, kom Aldershot Town officielt under administrationen. Klubben havde en gæld på over £ 1 million.
Den 1. august 2013 bekræftede Aldershot Town overtagelsen af klubben af et konsortium ledet af tidligere formand Shahid Azeem. I forbindelse hermed annoncerede klubben aftalen om en lukrativ aftale med Chelsea om at være vært for et betydeligt antal kampe, der spilles af Chelsea Academy and Reserves i løbet af de næste to år.

## Spillere
Oversigten er opdateret til og med 1. juni 2019.
| Nr. | Land    | Position | Spiller        |
| --- | ------- | -------- | -------------- |
| 3   | England | FO       | Lewis Kinsella |
| 4   | England | MI       | Adam McDonnell |
| 5   | England | FO       | George Fowler  |
| 14  | England | MI       | James Rowe     |
| 15  | Kenya   | FO       | Josh Lelan     |
| 21  | England | MI       | Jacob Agyepong |
| 24  | England | FO       | Alex Finney    |
| 25  | England | AN       | Reece Grant    |
| 26  | England | MI       | John Goddard   |
| 27  | England | MM       | Ryan Hall      |
| –   | England | FO       | Ollie O'Dwyer  |